# Arthur Bienenstock
Arthur Bienenstock (1935) é um físico estadunidense. Foi presidente da American Physical Society em 2008. De 1978 a 1998 foi diretor da Fonte Luminosa de Radiação Síncrotron de Stanford. É professor emérito da Universidade Stanford. Foi vice-provost e decano de pesquisa da Universidade Stanford de 2003 a 2006. Obteve o B.S. em 1955 e um M.S. em 1957 no Instituto Politécnico da Universidade de Nova Iorque, e um Ph.D. em 1962 na Universidade Harvard.